# A-Jugend-Bundesliga (Handball)
Die A-Jugend-Bundesliga männlich im deutschen Handball – offizieller Name Jugend-Bundesliga Handball (JBLH) A-Jugend männlich – wurde durch den Deutschen Handballbund (DHB) zur Saison 2011/2012 eingeführt. Sie ersetzte die bisherigen Jugend-Regionalligen, die von den einzelnen Regionalverbänden ausgerichtet wurden. Die A-Jugend-Bundesliga wird vom DHB ausgerichtet.

## Modus von 1969 bis 2011

### Titelträger
| Jahr | Meister                 | Jahr | Meister              | Jahr | Meister            | Jahr | Meister                  |
| ---- | ----------------------- | ---- | -------------------- | ---- | ------------------ | ---- | ------------------------ |
| 1969 | TuS Schutterwald        | 1980 | Eintracht Hildesheim | 1991 | SC Magdeburg       | 2002 | SC Magdeburg             |
| 1970 | SG Walldorf-Astoria     | 1981 | Eintracht Hildesheim | 1992 | SC Empor Rostock   | 2003 | SC Magdeburg             |
| 1971 | THW Kiel                | 1982 | VfL Lichtenrade      | 1993 | TSV Heiningen 1892 | 2004 | SC Magdeburg             |
| 1972 | TSV Grün-Weiß Dankersen | 1983 | TV Weilstetten       | 1994 | TUSEM Essen        | 2005 | SG Wallau/Massenheim     |
| 1973 | TSG Ludwigsburg-Oßweil  | 1984 | CSG Erlangen         | 1995 | TSV GWD Minden     | 2006 | SC Magdeburg             |
| 1974 | TSG Ludwigsburg-Oßweil  | 1985 | OSC Dortmund         | 1996 | SC Magdeburg       | 2007 | SG Solingen-BHC 06       |
| 1975 | SV Weding               | 1986 | OSC Dortmund         | 1997 | SC Magdeburg       | 2008 | SG Kronau/Östringen      |
| 1976 | TuSpo Nürnberg          | 1987 | SG Leutershausen     | 1998 | SC Magdeburg       | 2009 | JSG Neuhausen/Metzingen  |
| 1977 | OSC Dortmund            | 1988 | OSC Dortmund         | 1999 | SC Magdeburg       | 2010 | HSG Düsseldorf           |
| 1978 | kein Meister*           | 1989 | OSC Dortmund         | 2000 | TSV GWD Minden     | 2011 | SG Spandau/Füchse Berlin |
| 1979 | TSV Göggingen 1875      | 1990 | TuS Schutterwald     | 2001 | SC Magdeburg       |      |                          |

* Das Finale 1978 zwischen GW Dankersen und TV Hüttenberg (15:14) wurde annulliert und nicht wiederholt.

## Modus 2011 bis 2019
Die Bundesliga bestand aus vier regionalen Staffeln (Nord, Ost, West und Süd) zu je zwölf Mannschaften. Die Einteilung der Staffeln wurde jedes Jahr neu vorgenommen. Nach einer Doppelrunde mit 22 Spieltagen qualifizierten sich die beiden besten Mannschaften jeder Staffel für die Endrunde um die deutsche Meisterschaft, die mit dem Viertelfinale beginnend im KO-System ausgetragen wurde. Die KO-Runden wurden im Hin- und Rückspielmodus ausgetragen. Die acht Endrundenteilnehmer sowie die Mannschaften auf den Plätzen drei bis sechs jeder Staffel waren automatisch für die Folgesaison in der Bundesliga qualifiziert. Die übrigen Plätze wurden in regionalen Qualifikationsrunden und einem zentralen Endturnier jährlich neu ausgespielt.

### Titelträger
| Saison  | Meister                     | Saison  | Meister         | Saison  | Meister                     |
| ------- | --------------------------- | ------- | --------------- | ------- | --------------------------- |
| 2011/12 | SG Spandau/Füchse Berlin    | 2014/15 | SC DHfK Leipzig | 2017/18 | Füchse Berlin Reinickendorf |
| 2012/13 | Füchse Berlin Reinickendorf | 2015/16 | SC DHfK Leipzig | 2018/19 | SG Flensburg-Handewitt      |
| 2013/14 | Füchse Berlin Reinickendorf | 2016/17 | HSG Wetzlar     |         |                             |

## Modus 2019 bis 2024
Seit der Saison 2019/20 nehmen an dem Wettbewerb 40 Mannschaften teil. Der Ablauf der A-Jugend-Bundesliga gliedert sich in eine Vorrunde, eine Meisterrunde und eine anschließende KO-Runde, welche mit einem Finalspiel endet. Für die Vorrunde werden die Mannschaften in vier Staffeln aufgeteilt. In diesen wird im Spielmodus Jeder gegen Jeden eine Einfachrunde gespielt, so dass jedes Team insgesamt neun Spiele absolviert. Die vier besten Mannschaft je Staffel qualifizieren sich für die Meisterrunde und für die nachfolgende Bundesligasaison.
Die Meisterrunde ist aufgeteilt in zwei Staffeln. An der Meisterrunde 1 nehmen die Erst- und Viertplatzierte der Staffeln Nord und Ost sowie die Zweit- und Drittplatzierten der Staffeln West und Süd teil. An der Meisterrunde 2 nehmen die Zweit- und Drittplatzierten der Staffeln Nord und Ost sowie die Erst- und Viertplatzierten der Staffeln West und Süd teil. In diesen beiden Staffeln spielen die Mannschaften im Spielmodus Jeder gegen Jeden mit Hin- und Rückrunde. Die vier besten Mannschaft je Staffel qualifizieren sich für die anschließende KO-Runde und nehmen somit am Viertelfinale teil. Grafische Darstellung des Modus seit 2019, siehe:
Mit dem neuen Modus ab 2019 wurde auch eine neue DHB-Pokalrunde für die in den Vorrunden bereits ausgeschiedenen Mannschaften eingeführt.

### Titelträger
| Saison  | Deutsche Meister                                     | DHB-Pokalsieger (nur für in VR ausgeschiedene Teams) |
| ------- | ---------------------------------------------------- | ---------------------------------------------------- |
| 2019/20 | SG Flensburg-Handewitt Füchse Berlin Reinickendorf 1 | Saisonabbruch aufgrund der COVID-19-Pandemie         |
| 2020/21 | Füchse Berlin Reinickendorf                          | SC Magdeburg                                         |
| 2021/22 | Rhein-Neckar Löwen                                   | HSG Rodgau Nieder-Roden                              |
| 2022/23 | Füchse Berlin Reinickendorf                          | SG Flensburg-Handewitt                               |
| 2023/24 | Füchse Berlin Reinickendorf                          | THW Kiel                                             |

Anmerkungen

## Modus ab 2024
Ab der Saison 2024/25 wird eine 1. Jugendbundesliga A-Jugend männlich (1. JBLH mA) mit 20 Mannschaften eingeführt. In 2 Staffeln wird zunächst eine Meisterrunde mit je 10 Mannschaften in Hin- und Rückspielen ausgetragen. Die Plätze eins bis vier qualifizieren sich für das Viertelfinale um die Deutsche A-Jugend-Meisterschaft.
Zusätzlich wird eine 2. Jugendbundesliga A-Jugend männlich (2. JBLH mA) mit ebenfalls 20 Mannschaften eingeführt. In 2 Staffeln  wird zunächst eine Pokalrunde mit je 10 Mannschaften in Hin- und Rückspielen ausgetragen. Die Sieger beider Pokalrunden spielen in einem Finale den JBLH-DHB-Pokalsieger aus.

### Titelträger
| Saison  | Deutsche Meister | DHB-Pokalsieger (nur 2. JBLH) |
| ------- | ---------------- | ----------------------------- |
| 2024/25 | HC Erlangen      | VfL Horneburg                 |